# Воронов Геннадій Сергійович
Воронов Геннадій Сергійович (*2 жовтня 1936 року) — український, радянський метеоролог, кандидат географічних наук, доцент Київського національного університету імені Тараса Шевченка.

## Біографія
Народився 2 жовтня 1936 року в місті Ленінград, СРСР. Закінчив у 1960 році Одеський гідрометеорологічний інститут зі спеціальності «інженер-метеоролог». У 1975—1976 роках працював у головному управлінні гідрометслужби при Раді міністрів СРСР, відряджений у Швейцарію для організації протиградових робіт і проведення оперативних заходів. У 1980—1987 роках працює молодшим науковим співробітником, старшим науковим співробітником Українського науково-дослідного інституту гідрометеорології (Київ). У 1987—2002 роках обіймав посаду доцента кафедри метеорології та кліматології географічного факультету Київського університету. Викладав: метеорологію, динамічну метеорологію, проблеми охорони атмосфери.

## Нагороди і відзнаки
Нагороджений срібною медаллю ВДНГ СРСР у 1969 році, медаллю «За трудову доблесть» у 1970 році, Грамотою Державної гідрометеорологічн служби України у 2002 році.

## Наукові праці
Сфера наукових інтересів: дослідження фізико-метеорологічних умов утворення та розвитку грозо-градових явищ, просторово-часового розподілу атмосферних опадів у Молдові, Вірменії, Грузії; розсіяння переохолоджених хмар нижнього ярусу в холодну частину року; впливу забруднюючих речовин антропогенного походження на мікрофізичні процеси в хмарах; розподіл опадів. Автор понад 70 наукових праць. Основні праці:
1. (рос.) Руководство по противоградовым работам. — К., 1967.
2. Рекомендації з радіолокаційного обслуговування протиградових робіт. — К., 1969 (у співавторстві).
3. Природні умови Канівського Придніпров'я та їх вивчення: Навч. посіб. — К., 1992 (у співавторстві).
4. Воронов Г. С., Проценко Г. Д. Основи метеорології: Навчальний посібник. Київський нац. університет імені Тараса Шевченка. — К. : ВПЦ «Київський університет», 2002. — 160 с. — ISBN 9665942735
5. Основи динамічної метеорології. — К., 2006.